# Domen Krumpačnik
Domen Krumpačnik, slovenski šahist, * 8. maj 1966, Slovenj Gradec.
Mednarodni mojster je postal leta 2001, ko je še tretjič osvojil normo za mednarodnega mojstra (Vrhnika 1995, Ptuj 1999, Podlehnik 2001).
Leta 1995 je bil državni ekipni prvak z ekipo ŠD Ptuj. Zmagal je na mednarodnem turnirju Ptuj 1999, kot na nekaterih manjših odprtih turnirjih. Leta 1995 je bil viceprvak Slovenije, leta 2003 je osvojil 3. mesto na državnem prvenstvu tako v hitropoteznem kot aktivnem šahu. Njegov trenutni FIDE rating je 2356.